# Somotillo
Somotillo è un comune del Nicaragua facente parte del dipartimento di Chinandega.